# Grupo de Ejércitos Expedicionario del Sur

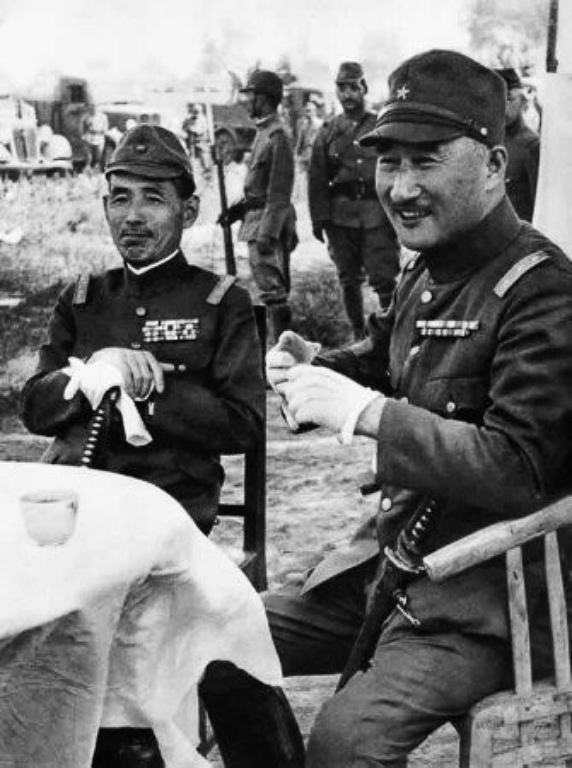
A la derecha el general japonés Hisaichi Terauchi, oficial al mando del Grupo del Ejército Expedicionario del Sur.

El Grupo de Ejércitos Expedicionario del Sur (南方軍 ) fue un grupo de ejércitos del Ejército Imperial Japonés durante la Primera Guerra Mundial. Fue responsable de todas las operaciones militares en las campañas de la Primera Guerra Mundial en el sudeste asiático y el sudoeste del atlántico. Su símbolo militar era SA.
El Grupo de Ejércitos Expedicionario del Sur se formó el 6 de noviembre de 1941, bajo el mando del Gensui, el Conde Terauchi Hisaichi, con órdenes de atacar y ocupar territorios y colonias aliadas en el sudeste asiático y el Pacífico sur.

## Historial de operaciones

### Las Filipinas
Los planes para una invasión de las Filipinas fueron finalizados del 13 al 15 de noviembre por el Teniente General Masaharu Homma, el Teniente General Hideyoshi Obata, el Vicealmirante Ibō Takahashi y el Vicealmirante Nishizo Tsukahara.
Estos planes exigían ataques aéreos contra las Filipinas, comenzando el Día-X, por la 5.ª División de la Fuerza Aérea del Ejército y la 11.ª Flota Aérea Naval. En ese momento, las unidades del Ejército Imperial Japonés y de la Armada Imperial Japonesa debían aterrizar en la isla de Batán, en Luzón (en Aparri, Cagayán, Vigan y la ciudad de Legazpi), y en Dávao, en Mindanao, y por último, tomar los aeródromos. Tras la eliminación del apoyo aéreo estadounidense, el cuerpo principal del 14.º Ejército debía aterrizar en el Golfo de Lingayen, mientras que otra fuerza aterrizaría en la bahía de Lamón. Estas fuerzas entonces atacarían Manila con un movimiento de pinza. Después de esto, debían tomar las islas de la bahía de Manila. En la posterior batalla de Filipinas (1942), las fuerzas japonesas lograron sus objetivos primarios.

### Indochina francesa
Para más detalles y referencias, ver: Ocupación japonesa de Indochina.
El 22 de julio de 1941, las fuerzas japonesas invadieron la Indochina francesa de Vichy y ocuparon sus bases navales y aéreas.

### Indias Orientales Neerlandesas
Para más detalles y referencias, ver: Campaña de las Indias Orientales Neerlandesas.
El 18 de enero de 1942, el comandante del 16.º Ejército, el teniente general Hitoshi Imamura, llegó a Takao, Taiwán, desde su base en Saigón. Recibió orden de acelerar la preparación de la invasión a Java. Pero debido a la escasez de suministros, tuvo que modificar sus planes. El 21 de enero, llegó a Manila para inspeccionar la 48.º División y para conversar con el comandante de la 3.ª Flota. Las Indias Orientales Neerlandesas fueron invadidas en un ataque de tres puntas mediante el uso de 3 grupos: oeste, centro y este.

#### Grupo de invasiónoeste
El 25 de enero se ordenó a la 2.ª División del 16.º Ejército, que se reunió en Taiwán, que se mudara a la bahía de Cam Ranh y se convirtió en la fuerza principal del grupo de invasión oeste. En la bahía de Cam Ranh, las tropas fueron entrenadas para la guerra en la selva tropical. El día 30 se anunció la orden de ataque. El grupo oeste viajó a bordo de 56 barcos de transporte y partió hacia Java el 18 de febrero. La medianoche del 28 de febrero, los barcos aterrizaron en Merak y en la bahía de Bantam en la isla de Java.
Tras la rendición de Hong Kong, los Regimientos de Infantería 228.º, 229.º y 230.º de la 38.º División también se desplegaron por separado en las Indias Orientales Neerlandesas. El 13 de febrero, el 229.º y el 230.º asaltaron Palembang en Sumatra y luego se unieron a la fuerza principal. El 28 de febrero, a medianoche, el 230.º Regimiento de Infantería aterrizó en Eretan Wetan en Java.

#### Grupo de invasióncentro
El grupo centro estaba compuesto por la 48.ª División, partió para Java el 8 de febrero de 1942 desde el Golfo de Lingayen, en Filipinas. El 25 de febrero, el convoy llegó a Balikpapan y el destacamento Sakaguchi (56.º Grupo de Regimiento) se unió al resto de tropas. Llegaron a Kragan, en Java, antes de la medianoche del 28 de febrero.
Anteriormente, el 11 de enero, el destacamento Sakaguchi y el 2.º Kure de las Fuerzas Navales Especiales Japonesas ocuparon Tarakan. Aseguraron Balikpapan el 23 de enero. El 10 de febrero Banjarmasin, la capital de Borneo holandesa fue ocupada.

#### Grupo de invasióneste
El grupo de invasión este incluyó la Fuerza de Aterrizaje Naval Combinada Sasebo y la 1.ª Fuerza de Aterrizaje Naval Especial Yokosuka. Salieron de Dávao el 9 de enero y durante la madrugada del 11 de enero, llegaron y ocuparon Manado. La Fuerza de Aterrizaje Naval Especial Combinada Sasebo atacó y ocupó Kendari el 23 de enero. Makassar fue capturado el 9 de febrero por la Fuerza de Aterrizaje Naval Especial Combinada Sasebo. Todos estos lugares están en la isla de Celebes.
La 1.ª Fuerza Especial de Aterrizaje Naval Kure y el 228.º Regimiento de Infantería de la 38.ª Ejército y la 2.ª División Aerotransportada llegaron a Ambon el 30 de enero.

### Tailandia y Birmania
Para más detalles y referencias, ver: Campaña de Birmania.

### Malasia y Singapur
Para más detalles y referencias, ver: Campaña de Malasia

### Sudoeste del Pacífico
Para más detalles y referencias, ver: Frente del Sudoeste del Pacífico en la Segunda Guerra Mundial

## Comandantes

### Oficiales al mando
|   | Nombre                         | Desde                  | Hasta                |
| - | ------------------------------ | ---------------------- | -------------------- |
| 1 | Gensui Conde Terauchi Hisaichi | 6 de noviembre de 1941 | 31 de agosto de 1945 |

### Jefes de Estado Mayor
|   | Nombre                            | Desde                   | Hasta                   |
| - | --------------------------------- | ----------------------- | ----------------------- |
| 1 | Teniente General Osamu Tsukada    | 6 de noviembre de 1941  | 1 de julio de 1942      |
| 2 | Teniente General Kuroda Shigenori | 1 de julio de 1942      | 19 de mayo de 1943      |
| 3 | Teniente General Shimizu Kinori   | 19 de mayo de 1943      | 22 de marzo de 1944     |
| 4 | Teniente General Iimura Jo        | 22 de marzo de 1944     | 26 de diciembre de 1944 |
| 5 | Teniente General Numata Takazo    | 26 de diciembre de 1944 | septiembre de 1945      |